# I fără punct

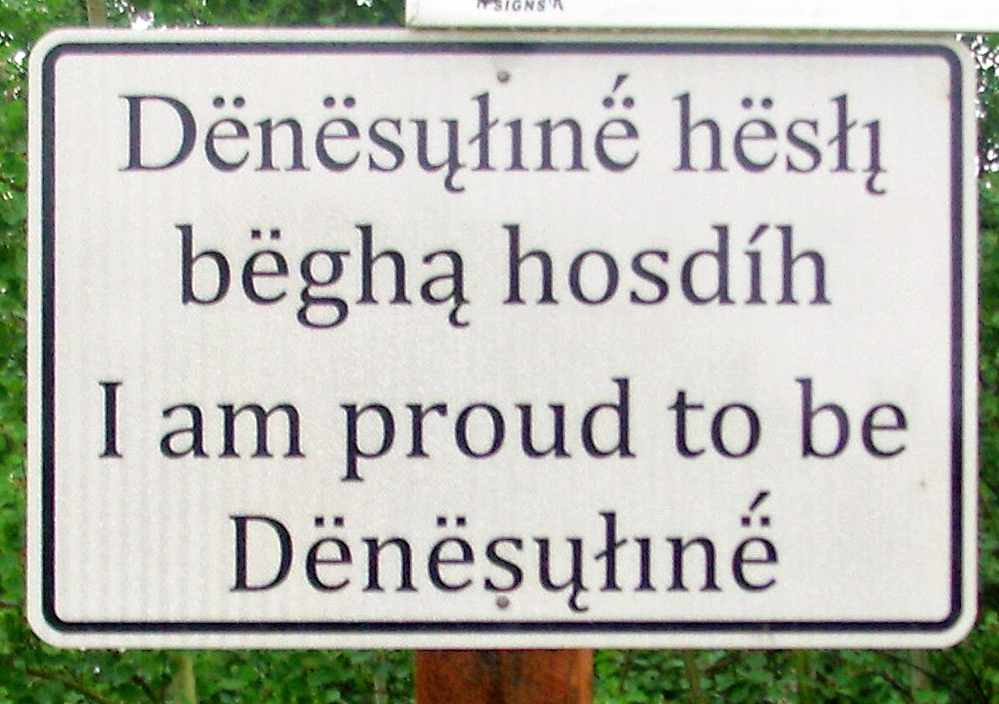
Un semn bilingv în Saskatchewan, Canada

I, sau ı, numită i fără punct, este o literă folosită în alfabetele cu grafie latină azer, tătar crimeean, găgăuz, kazah, tătar și turc. Reprezintă în mod obișnuit vocala apropiată din spate nerotunjită </li/ɯ/, exceptând limba kazahă, unde reprezintă vocala frontală aproape aproape nerotunjită /ɪ/. Toate limbile în care este folosită au în alfabet și omologul cu punct İ, și nu folosesc litera latină de bază I.